# 四方藤
四方藤（拉丁学名：Cissus hastata），葡萄科白粉藤屬植物，广西特有植物之一。全株寛筋活血，消肿，治疗风湿性关节炎、跌打损伤。性味酸、涩、甘、平、寒，入肝经。